# Kutina
Kutina [ˈkutina] ist eine Stadt in Mittelkroatien, südöstlich von Sisak. Die industriell geprägte Stadt zählt zur Gespanschaft Sisak-Moslavina (Sisačko-moslavačka županija) und zählt 24.829 Einwohner laut der Volkszählung von 1991.
Schulen
Die Stadt Kutina hat insgesamt vier Grundschulen (Osnovna škola Vladimira Vidrića Kutina, Osnovna škola Mate Lovraka Kutina, Osnovna škola Stjepana Kefelje Kutina, Osnovna škola Zvonimira Franka Kutina), ein Gymnasium (Srednja škola Tina Ujevića Kutina) und eine technische Berufsschule (Tehnička škola Kutina).

## Persönlichkeiten
- Gustav Baron (1847–1914) – Rektor der Universität Zagreb (1885–1886)
- Branimir Budetić – Sommer-Paralympics 2008 Silbermedaille
- Nina Kraljić (* 1992) – Sängerin
- Franjo Mihalić (1920 oder 1921–2015) – Leichtathlet, Olympische Sommerspiele 1956 Silbermedaille im Marathonlauf
- Ivan Milat-Luketa – Maler
- Simo Mraović – Schriftsteller
- Marijana Petir (* 1975) – Politikerin
- Vladimir Stanković – Monsignore, langjähriger Generalvikar der Erzdiözese Zagreb
- Igor Tomašić (* 1976) – Fußballspieler
- Dubravka Ugrešić (1949–2023) – Schriftstellerin, Übersetzerin und Essayistin